# Rise Up (Dokumentation)
Rise Up – Heimgesucht von Alpträumen auf der Suche nach Träumenden (Eigenschreibweise: RISE UP) ist ein deutscher Dokumentarfilm. Er wurde von Freischwimmer Film und leftvision produziert und 2022 veröffentlicht. Regie führten Marco Heinig, Steffen Maurer, Luise Burchard und Luca Vogel. Im Fokus stehen fünf antikapitalistische Aktivisten.

## Handlung
Hauptsächlich werden 5 Aktivisten aus verschiedenen Ländern vorgestellt und über deren Projekte berichtet.
Kali Akuno, Aktivist gegen Rassismus und Polizeigewalt, berichtet von seinen Erfahrungen mit der amerikanischen Polizei und seiner gegründeten Kooperative. Er erzählt von seiner Kindheit in Los Angeles der 1980er Jahre und die Auswirkungen des „War on Drugs“ auf die schwarze community.
Shahida Issel aus Südafrika erzählt von ihren Erfahrungen in den Zeiten der Apartheid und den erfolgreichen Kampf dagegen. Sie baute gemeinsam mit ihrem Mann die „United Democratic Front“ auf und wurde in der Zeit auch mehrfach verhaftet.
Judith Braband gehörte zur linken Opposition in der DDR und saß später am „Runden Tisch“ und für die Vereinigte Linke im Bundestag. Sie schildert ihre Überraschung über den Verlauf der Proteste 1989, wollte sie doch einen besseren Sozialismus erreichen.
Camila Cáceres war eine der Organisatorinnen der feministischen Millionen-Demos und Generalstreiks in Chile, die zu einer neuen Verfassung führen sollten.
Marlene Sonntag unterstützt die kurdische Bewegung in den Kriegsgebieten an der Grenze zwischen Syrien und dem Irak und berichtet von ihren Erfahrungen vor Ort.
Ergänzt werden die Berichte durch Anmerkungen zur Geschichte des Kapitalismus, der Rolle des einzelnen in diesem, Reichtumsverteilung sowie möglichen Perspektiven.

## Hintergrund
Die Filmemacher sind Teil des Kollektivs „leftvision“, das seit über 10 Jahren verschiedene Proteste und Bewegungen filmt. Ihr erster Film, „Hamburger Gitter“ über die Ereignisse rund um den G20-Gipfel in Hamburg, hatte Erfolg, wurde aber wegen der pessimistischen Grundstimmung kritisiert. Die Gruppe wollte deshalb mit Rise Up einen optimistischen Film machen.
Wunsch des Teams war dabei mit der Dokumentation gegen Pessimismus und für eine bessere Welt zu wirken.

## Kritik
Die Tageszeitung urteilt positiv, dass die Zahl der dargestellten Aktivisten reduziert wurde und diese in ihrem natürlichen Umfeld gezeigt werden. Kritischer werden die schnellen Schnitte im Film beurteilt, die eine „Diskrepanz zwischen der textreichen Tonebene und den Oberflächenreizen auf der Bildebene“ erzeuge.
Silvia Hallensleben kritisiert im Freitag die fehlenden Nachfragen an die Protagonisten und das keine konkreten Handlungsmöglichkeiten aufgezeigt werden.  Er würde insgesamt zu den „Widersprüchen linker Politik im 21. Jahrhundert“ wenig aussagen.
Nicolai Hagedorn bewertet im Neuen Deutschland Rise Up als klugen und sympathischen Film, meint aber auch, „es hätte ihm gut gestanden, sich etwas weniger in Metaphern und Rhetorik zu ergehen.“